# Heike Hofmann

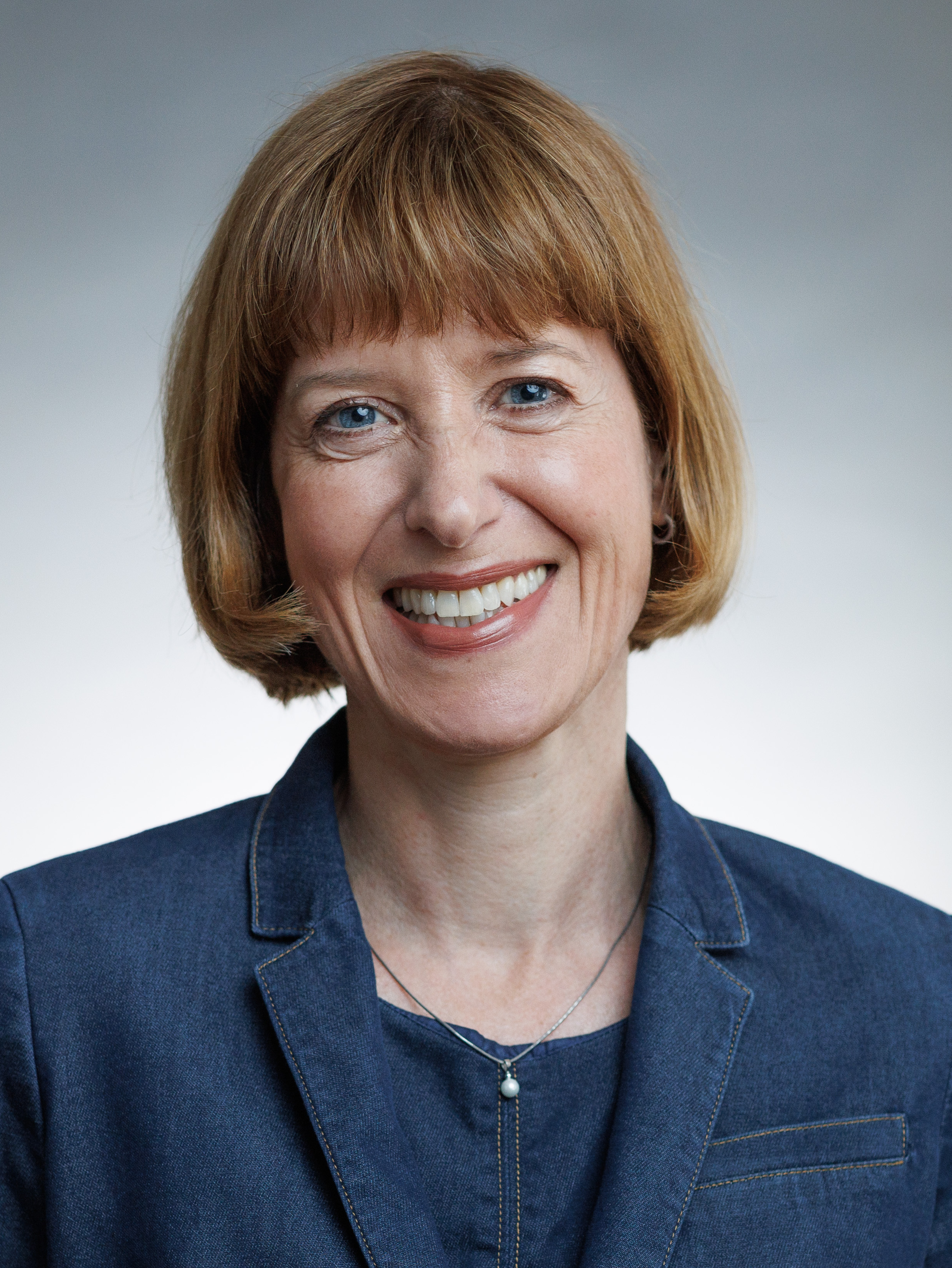
Heike Hofmann, 2022

Heike Hofmann (* 30. Juni 1973 in Groß-Gerau) ist eine deutsche Politikerin (SPD). Sie ist seit dem 18. Januar 2024 Hessische Ministerin für Arbeit, Integration, Jugend und Soziales im Kabinett Rhein II.
Von 2000 bis 2024 war sie Abgeordnete des Hessischen Landtages. Von 2019 bis 2024 war sie Vizepräsidentin des Hessischen Landtages und zudem ab Beginn des Jahres 2022 innenpolitische Sprecherin der SPD-Landtagsfraktion in Hessen.

## Ausbildung und Beruf
Nach dem Abitur studierte Heike Hofmann von 1993 bis 1998 Rechtswissenschaften und arbeitete von 1999 bis 2001 als Rechtsreferendarin am Landgericht Darmstadt. Seit 2002 ist sie zugelassene Rechtsanwältin.

## Politik
Heike Hofmann ist Mitglied der SPD. Sie ist stellvertretende Vorsitzende des SPD-Ortsvereins Weiterstadt sowie seit 2016 Vorsitzende des Unterbezirksvorstandes Darmstadt-Dieburg.
Seit 1997 ist sie Mitglied der Stadtverordnetenversammlung von Weiterstadt und dort stellvertretende Vorsitzende der SPD-Fraktion. Zugleich übernahm sie seither Aufgaben in verschiedenen Ausschüssen der Stadt. Von 2009 bis 2016 war sie Fraktionsvorsitzende der SPD Weiterstadt. Seit 2011 ist Heike Hofmann Mitglied des Kreistags des Landkreises Darmstadt-Dieburg.
Abgeordnete im Hessischen Landtag war Heike Hofmann vom 31. Oktober 2000 bis zum 30. März 2024. Von 2003 bis 2018 war sie rechtspolitische Sprecherin der SPD-Landtagsfraktion, von 2009 bis 2018 auch justizvollzugspolitische Sprecherin. Von Januar 2014 bis Januar 2019 war sie stellvertretende Fraktionsvorsitzende der SPD-Fraktion. Von Januar 2019 bis Januar 2024 war Hofmann eine der Vizepräsidenten des Hessischen Landtags.
Bei der Landtagswahl in Hessen 2008 gewann sie den Wahlkreis Darmstadt-Dieburg I mit dem besten Erststimmenergebnis in Südhessen (45,1 %) und holte damit das Direktmandat. In der 17. Wahlperiode wurde sie Vorsitzende des Unterausschusses Justizvollzug. Daneben war sie weiterhin Mitglied der bereits oben genannten Ausschüsse. Bei der vorgezogenen Landtagswahl in Hessen 2009 konnte sie, wie fast alle im Vorjahr noch SPD dominierten Wahlkreise, das Direktmandat nicht erreichen, zog jedoch über die Landesliste erneut in den Landtag ein.
Im Landtag der 18. Wahlperiode wurde sie erneut von ihrer Fraktion zur rechtspolitischen Sprecherin gewählt. Zugleich übernahm sie auch die Position der justizvollzugspolitischen Sprecherin. Daneben war sie Mitglied des Rechts- und Integrationsausschusses, des Richterwahlausschusses und des Unterausschusses Justizvollzug.
Bei der Landtagswahl in Hessen 2013 gewann sie den Wahlkreis Darmstadt-Dieburg I erneut mit dem besten Erststimmenergebnis in Südhessen (40,9 %) und holte damit das Direktmandat.
Auch bei der Wahl des Hessischen Landtages 2018 errang Hofmann das Direktmandat im Wahlkreis Darmstadt-Dieburg I. Zu Beginn der 20. Legislaturperiode wurde sie zur Vizepräsidentin des Hessischen Landtages gewählt.
Heike Hofmann war außerdem Mitglied in den folgenden Ausschüssen:
- Innenausschuss (INA)
- Rechtspolitischer Ausschuss (RTA)
- Wahlausschuss zur Wahl der richterlichen Mitglieder des Staatsgerichtshofs
- Mitglied der Kommission gemäß dem Ausführungsgesetz zum Gesetz zu Artikel 10 Grundgesetz
- Mitglied der Artikel 13 Grundgesetzkommission

Zudem war Heike Hofmann Obfrau der SPD-Fraktion im Untersuchungsausschuss des Landtages zur Aufklärung der Ereignisse rund um den Anschlag in Hanau am 19. Februar 2020.
Bei der Landtagswahl in Hessen 2023 verlor Hofmann ihr Direktmandat im Wahlkreis Darmstadt-Dieburg I an den CDU-Politiker Maximilian Schimmel. Sie zog jedoch über die Landesliste der SPD erneut in den Landtag ein.
Am 18. Januar 2024 wurde Hofmann zur Hessischen Ministerin für Arbeit, Integration, Jugend und Soziales im Kabinett Rhein II ernannt. Ende März 2024 legte sie daraufhin ihr Landtagsmandat nieder. Für sie rückte Rüdiger Holschuh in den Landtag nach.

## Familie
Heike Hofmann ist evangelisch und hat zwei Kinder.